# Nokia 6700 classic
O Nokia 6700 classic é um telemóvel fabricado pela Nokia e sucessor dos modelos 6300 e 6500 classic. Foi anunciado em janeiro de 2009 e chegou ao mercado europeu em junho desse ano. Tem um corpo em aço inoxidável e um teclado coberto de cromo.

## Características
O Nokia 6700 classic é um telemóvel da Série 40 6ª edição. Entre as suas principais características contam-se
- Navegação A-GPS integrada com software de mapas incluído,
- Câmara de 5.0 megapixéis com flash LED,
- Navegador de código aberto WebKit,
- Flash Lite 3.0,
- Bluetooth 2.1 + EDR
- MIDP Java 2.1 com APIs Java adicionais.

As frequências WCDMA suportadas dependem da região onde o dispositivo está disponível. Trata-se de um telemóvel 3G WCDMA (2100/1900/900 MHz), mas também suporta GSM quad-band (1900/1800/900/850 MHz). Tem um corpo em aço inoxidável e um peso de 113 gramas.
Note-se que o 6700 classic é bastante diferente do Nokia 6700 slide, que se baseia no sistema operativo Series 60, baseado no Symbian, de maior potência.